# U1 snRNA
U1 snRNA（U1 small nuclear RNA）は、U1 snRNPの核内低分子RNA（snRNA）構成要素である。U1 snRNPはRNA-タンパク質複合体であり、pre-mRNAのスプライシングの際に、他のsnRNP、未修飾のpre-mRNA、そしてさまざまな他のタンパク質とともに、巨大なRNA-タンパク質複合体であるスプライソソームへと組み立てられる。スプライシング（イントロンの除去）は主要な転写後修飾であり、真核生物の核でのみ行われる。

## 構造と機能
ヒトでは、U1 snRNAの長さは164塩基であり、4つのステムループを形成し、5'末端にトリメチル化グアノシンのキャップを有している。3番から10番までの塩基の配列は保存されており、RNAスプライシングの際にイントロンの5'スプライス部位を塩基対を形成する。126番から133番までの塩基はSm部位を形成し、その周囲にSmタンパク質のリングが組み立てられる。ステムループIはU1-70Kタンパク質に、ステムループIIはU1-Aタンパク質に、ステムループIIIとIVはコアRNPドメイン、SmB/B'、SmD1/2/3、SmE、SmF、SmGからなるヘテロ七量体Smリングに結合する。U1-Cは主にタンパク質間相互作用を行う。
5'スプライス部位へのU1 snRNAの結合はスプライソソームの組み立てに必要であるが、十分ではないことが実験的に示されている。U2 snRNPとU5.U4/U6 tri-snRNPのリクルートの後、スプライソソームはスプライシング反応の触媒の前に5'スプライス部位をU1 snRNAからU6 snRNAへと受け渡す。
後生動物と酵母のU1 snRNAの配列と二次構造には大きな差異が存在し、酵母のものはかなり長い（568ヌクレオチド）。しかしながら、すべてのU1 snRNAにはヘリックスI、II、IIIの近位領域、IVという共通したコアが存在している。
近年、選択的ポリアデニル化部位の選択の調節に関するU1 snRNPの標準的でない役割について記載された。転写率の増加はU1 snRNPを「吸収」し、その利用可能性を低下させることが提唱されている。このモデルは実験的に支持されており、アンチセンスモルフォリノオリゴヌクレオチドによるU1 snRNPレベルの低下は量依存的にポリアデニル化部位の使用頻度の変化をもたらし、より短いmRNA転写産物が形成されるようになる。

## 疾患における役割
U1 snRNPは多くの疾患、特にミスフォールディングしたタンパク質によって特徴づけられる疾患への関与が示唆されている。例えば、U1 snRNPのタンパク質構成要素の1つであるU1-70Kに関して、健康な人物の脳細胞由来のU1-70Kはアルツハイマー病患者の脳細胞由来のアミロイド凝集体の存在下で不溶性となることが判明している。
同様に、家族性の筋萎縮性側索硬化症（ALS）患者由来の線維芽細胞では、U1 snRNPのコア構成要素（すなわちSmタンパク質とU1 snRNA）は、変異型FUSタンパク質との細胞質での誤った共局在がみられる（本来、FUSには露出した核局在化配列が存在するため核に局在するべきである）。この研究では、U1 snRNPの実験的なノックダウンによって運動ニューロンの切断が引き起こされており、スプライシングの欠陥がALSの病因に役割を果たしている可能性が示唆されている。
また、U1の過剰発現はオートファジーのレベルを上昇させ、リソソームの生合成を変化させる。

## Telescriptingにおける役割
Telescriptingは、U1 snRNPがpremature cleavage and polyadenylation（PCPA、上流での切断とポリアデニル化）を抑制し、長い転写産物の合成を可能にする過程である。イントロンにはポリアデニル化シグナル（PAS）呼ばれる部位が存在する。これらの部位はpre-mRNAの切断とポリアデニル化による末端形成が行われる部位である。5'スプライス部位における役割に加えて、U1 snRNPは、pre-mRNA中のこうした露出したPASを隠すことによって新生転写産物を保護し、pre-mRNAの伸長反応が継続されるようにする。U1によるtelescriptingは長距離の転写伸長に特に重要であり、U1の阻害によってPCPAを受ける遺伝子の長さの中央値は39 kbである。

## 関連文献
- “Crystal structure at 1.92 A resolution of the RNA-binding domain of the U1A spliceosomal protein complexed with an RNA hairpin”. Nature 372 (6505):  432–8. (December 1994). doi:10.1038/372432a0. PMID 7984237.
- “Two functionally distinct steps mediate high affinity binding of U1A protein to U1 hairpin II RNA”. The Journal of Biological Chemistry 276 (24):  21476–81. (June 2001). doi:10.1074/jbc.M101624200. PMID 11297556.